# 南聖保羅 (明尼蘇達州)
南聖保羅（英語：South St. Paul）是一個位於美國明尼蘇達州達科他縣的城市。

## 人口
根據2020年美國人口普查的數據，南聖保羅的面積為15.73平方千米，當中陸地面積為14.57平方千米，而水域面積為1.16平方千米。當地共有人口20759人，而人口密度為每平方千米1,320人。